# اکس‌ال ایرویز بریتانیا
اکس‌ال ایرویز بریتانیا (انگلیسی: XL Airways UK) شرکت هواپیمایی بریتانیایی است، که در سال ۱۹۹۴ تأسیس شد.